# Calciatore dell'anno (Ghana)
Il calciatore ghanese dell'anno è un premio calcistico assegnato dalla Federazione del Ghana, dopo un sondaggio condotto tra i membri della Sports Writers Association of Ghana (SWAG) insieme ai capitani e agli allenatori delle squadre del massimo campionato ghanese, in collaborazione con Goal.com.

## Vincitori
| Anno | Nome                    | Club                   | Ruolo          |
| ---- | ----------------------- | ---------------------- | -------------- |
| 1975 | Alhaji Mohammed Ahmed   | Hearts of Oak ()       | Attaccante     |
| 1978 | Karim Abdul Razak       | Asante Kotoko ()       | Centrocampista |
| 1979 | John Nketia Yawson      | Hearts of Oak ()       | Centrocampista |
| 1980 | Francis Kumi            | Asante Kotoko ()       | Ala            |
| 1984 | Joe Odoi                | Hearts of Oak ()       | Difensore      |
| 1993 | Abedi Pelé              | Olympique Marsiglia () | Attaccante     |
| 1997 | Tony Yeboah             | Amburgo ()             | Attaccante     |
| 1998 | Samuel Kuffour          | Bayern Monaco ()       | Difensore      |
| 1999 | Samuel Kuffour          | Bayern Monaco ()       | Difensore      |
| 2000 | Emmanuel Osei Kuffour   | Hearts of Oak ()       | Centrocampista |
| 2001 | Samuel Kuffour          | Bayern Monaco ()       | Difensore      |
| 2002 | Charles Asampong Taylor | Hearts of Oak ()       | Attaccante     |
| 2003 | Aziz Ansah              | Asante Kotoko ()       | Difensore      |
| 2004 | Stephen Appiah          | Juventus ()            | Centrocampista |
| 2005 | Stephen Appiah          | Juventus ()            | Centrocampista |
| 2006 | John Mensah             | Rennes ()              | Difensore      |
| 2007 | Michael Essien          | Chelsea ()             | Centrocampista |
| 2008 | John Paintsil           | Fulham ()              | Difensore      |
| 2009 | Dominic Adiyiah         | Milan ()               | Attaccante     |
| 2010 | Asamoah Gyan            | Sunderland ()          | Attaccante     |
| 2011 | André Ayew              | Olympique Marsiglia () | Attaccante     |
| 2012 | Kwadwo Asamoah          | Juventus ()            | Centrocampista |
| 2013 | Kwadwo Asamoah          | Juventus ()            | Centrocampista |
| 2014 | Asamoah Gyan            | Al-Ain ()              | Attaccante     |
| 2015 | Harrison Afful          | ES Tunis ()            | Difensore      |
| 2016 | André Ayew              | Swansea City ()        | Attaccante     |
| 2017 | Daniel Amartey          | Leicester City ()      | Centrocampista |
| 2018 | Thomas Partey           | Atlético Madrid ()     | Centrocampista |
| 2019 | Thomas Partey           | Atlético Madrid ()     | Centrocampista |
| 2020 | Jordan Ayew             | Crystal Palace ()      | Attaccante     |

Calciatore dell'anno (in Ghana)
| Anno | Nome           | Club             | Ruolo      |
| ---- | -------------- | ---------------- | ---------- |
| 2021 | Daniel Afriyie | Hearts of Oak () | Attaccante |
| 2022 | Daniel Afriyie | Hearts of Oak () | Attaccante |

Calciatore dell'anno (all'estero)
| Anno | Nome           | Club    | Ruolo          |
| ---- | -------------- | ------- | -------------- |
| 2021 | Mohammed Kudus | Ajax () | Centrocampista |
| 2022 | Mohammed Kudus | Ajax () | Centrocampista |